# Рока (Торино)
Рока је насеље у Италији у округу Торино, региону Пијемонт.
Према процени из 2011. у насељу је живело 55 становника. Насеље се налази на надморској висини од 231 м.